# Шпагин, Георгий Семёнович
Гео́ргий Семёнович Шпа́гин (17 (29) апреля 1897 — 6 февраля 1952, Москва) — советский конструктор стрелкового оружия, самым известным творением которого был пистолет-пулемёт ППШ. Герой Социалистического Труда (1945), лауреат Сталинской премии второй степени (1941).

## Биография

### Ранние годы
Родился 17 (29) апреля 1897 года в деревне Клюшниково в русской крестьянской семье. В 1909 году в возрасте 12 лет окончил трёхлетнюю школу, после чего будучи вынужденным помогать семье, стал зарабатывать на жизнь в плотницкой артели. В 1910 году получил травму руки и был отдан мальчиком в купеческую лавку в Рыльске, но через год из-за конфликта с купцом ушёл оттуда и стал работать на стекольном заводе в Судогде. После работал по найму в родном селе.
В 1916 году Георгия Шпагина призвали в царскую армию. Он попал в 14 гренадерский полк, воевавший на Западном фронте но из-за травмы указательного пальца правой руки, мешавшей стрелять, он был направлен в оружейные мастерские, где получил квалификацию слесаря-оружейника. Под руководством тульского мастера Дедилова Шпагин получил первоначальный опыт. Позднее сам он вспоминал: «Я попал в обстановку, о которой мог только мечтать. В мастерской часами знакомился с различными образцами оружия – отечественными и иностранными. Передо мной открылся интереснейший раздел артиллерийской техники, при виде которой я чувствовал примерно то же, что умирающий от жажды перед родником ключевой воды». В 1917 году как отлично зарекомендовавший себя мастер, он был переведён в артиллерийские мастерские. В начале 1918 года он демобилизовался и вернулся в родное село, но уже в ноябре вступил в РККА и до 1920 года служил оружейным мастером в 8-м стрелковом полку Владимирского гарнизона. На момент демобилизации имел звание каптенармуса.

### Работа на Ковровском заводе
В 1920 году, после демобилизации, Георгий Шпагин поступил слесарем в опытную мастерскую Ковровского оружейно-пулемётного завода, где работали в это время В. Г. Фёдоров и В. А. Дегтярёв. Примечателен случай, произошедший в это время: Шпагин был занят на работах по сборке магазинов для автоматов Фёдорова. Там он предложил новый вариант расположения заклёпок, который при уменьшении их количества никак не отражался на прочности магазина. А в 1922 году Шпагин уже занимался собственной разработкой — создал шаровую установку для спаренного пулемёта конструкции Фёдорова.
Одной из значительных работ конструктора является модернизация 12,7-мм крупнокалиберного пулемёта Дегтярёва (ДК), снятого с производства из-за выявленных недостатков. После того как Шпагин разработал модуль ленточного питания для ДК, в 1939 году усовершенствованный пулемёт был принят на вооружение РККА под обозначением «12,7 мм крупнокалиберный пулемёт Дегтярёва — Шпагина образца 1938 года — ДШК». Массовый выпуск ДШК был начат в 1940—1941 годах, и за годы Великой Отечественной войны было произведено порядка 8 тысяч пулемётов. В 1924-25 годах внёс значительный вклад в проект Д. Д. Иванова по установке в танк 6,5 мм спаренного ручного пулемета Федорова — Шпагина, в корне изменив и упростив всю систему как шаровой установки, так и гнездового устройства. Эта работа принесла Георгию Семеновичу первое авторское свидетельство, поставило его имя в ряд лучших мастеров оружейного дела. Начиная с 1931 г., Шпагин совместно с Дегтярёвым занимается разработкой крупнокалиберного пулемёта и усовершенствованием других видов автоматического оружия, за что он в 1933 г. был награждён орденом Красной Звезды.
Наибольшую же славу конструктору принесло создание пистолета-пулемёта образца 1941 года (ППШ). Разработанный в качестве замены более дорогому и сложному в производстве ППД, ППШ стал самым массовым автоматическим оружием РККА во время Великой Отечественной войны (всего за годы войны было выпущено примерно 6 141 000 штук) и состоял на вооружении до 1951 года.
Шпагин предложил новое, именно то, чего ещё никогда не было. Им впервые был создан образец стрелкового оружия, в котором почти все металлические детали изготавливались методом штамповки, а деревянные — имели простую конфигурацию. В условиях военного времени такие достоинства нового оружия, как простота и надежность, доступность для массового изготовления рабочими невысокой квалификации имели первостепенное значение.

### Работа на Вятско-Полянском заводе

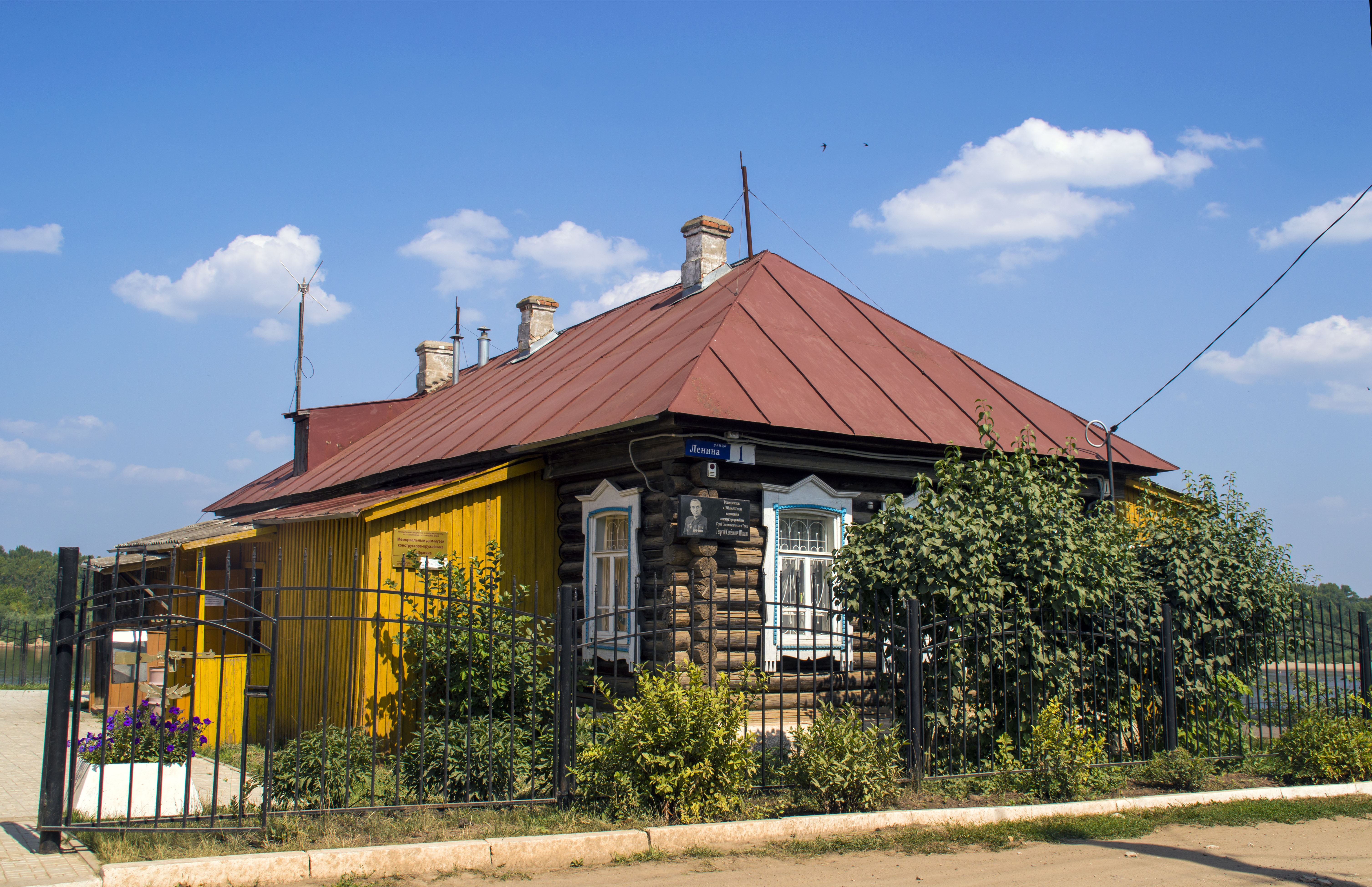
Дом-музей Г. С. Шпагина

26 апреля 1940 г. было принято правительственное решение сделать завод скобяных изделий г. Загорска Московской области головным по производству ППШ. Г. С. Шпагин возглавил конструкторское бюро по разработке новых пистолетов-пулемётов. В 1941 г. на вооружение Красной Армии был принят более совершенный образец ППШ. За изобретение и конструирование ППШ образца 1941 года Шпагину было присвоено звание лауреата Сталинской премии. Этот «автомат», как его обычно называли, является одним из символов Победы над нацистской агрессией и многократно увековечен в художественных произведениях — скульптурах, живописных полотнах и др.
Во время войны Шпагин работал над организацией массового производства пистолетов-пулемётов своей системы на Вятско-Полянском машиностроительном заводе в Кировской области, куда он был переведён в начале 1941 года, совершенствованием их конструкции и технологии производства. За годы войны на Вятско-Полянском машиностроительном заводе было изготовлено более 2,5 миллионов ППШ.
За самоотверженный труд, за наращивание выпуска автоматов ППШ в феврале 1942 г. Г. С. Шпагин был награждён орденом Ленина.
В 1943 году Георгий Семёнович разработал сигнальный пистолет СПШ.
В ВКП(б) вступил в 1944 году, был депутатом ВС СССР II созыва (1946—1950).

могила Шпагина на Новодевичьем кладбище Москвы

После войны тяжело заболел, был вынужден прекратить конструкторскую деятельность. В 1951 году его перевезли в Москву. Умер 6 февраля 1952 года от рака желудка. Похоронен в Москве на Новодевичьем кладбище (участок № 4).

## Награды
- Герой Социалистического Труда (1945)
- три ордена Ленина (1942, 1944, 1945)
- орден Суворова II степени (18 ноября 1944)[5]
- орден Красной Звезды (1933)
- медали
- Сталинская премия II степени (14 марта 1941) — за изобретение нового типа вооружения

## Публикации
- Г. С. Шпагин. Путь конструктора // журнал "Советский воин", № 20, 1947

## Память

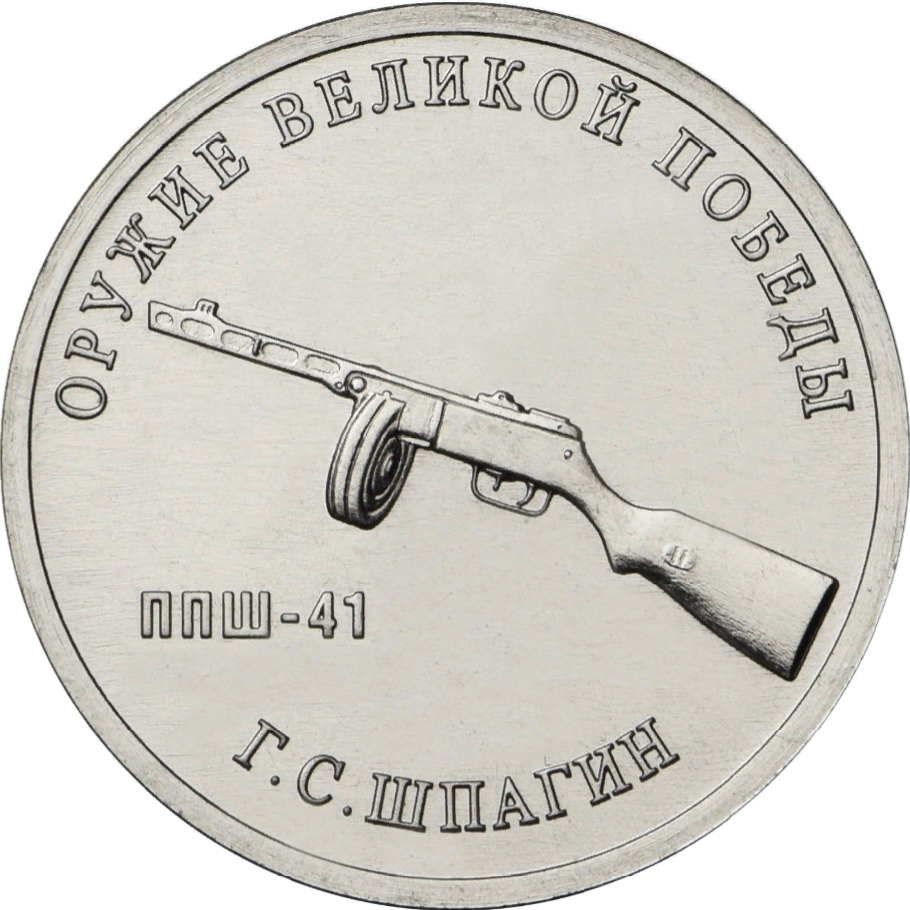
Монета Банка России серии «Оружие Великой Победы (конструкторы оружия)», 25 рублей 2019 г., Г.С. Шпагин, пистолет-пулемёт Шпагина

В городе Вятские Поляны открыт мемориальный Дом-музей Г. С. Шпагина, на здании машиностроительного завода «Молот» установлена мемориальная доска в честь конструктора. Его имя носят улица и лицей с кадетскими классами в этом городе. Также в Вятских Полянах ему установлен памятник.
Ещё один памятник размещён в Коврове.

### Комментарии
1. ↑  По данным автобиографии он был демобилизован по болезни в 1919 году[1].